# Fili Chillón
Felisa Chillón Lozano (Zamora, 29 de julio de 1918 - 30 de diciembre de 2012) conocida como  Fili Chillón es una escritora, pintora y escultora zamorana, que desarrolló su actividad artística, fundamentalmente, en el ámbito de la poesía, siendo reconocida su aportación a la dinamización cultural en Zamora.

## Trayectoria
Fili Chillón es una escritora, pintora, escultora y maestra en artesanía artística. Puede decirse que toda su vida ha estado dedicada y habitada por Zamora, una tierra a la que pintó y escribió sus cantos poéticos siendo protagonistas sus paisajes, sus calles y su gente. Su obra está llena de las pequeñas cosas que componen y llenan la vida, siendo reflejada en sus escritos y en sus pinturas. 
Contribuyó al desarrollo y difusión de la poesía en la ciudad de Zamora. Fili Chillón ha sido un ejemplo y un apoyo para las escritoras con las que compartió encuentros culturales y un referente para las que la siguieron.
Por su actividad literaria ha participado en diferentes tertulias y cenáculos de poesía, como el dirigido por el profesor Carlos Martín Miñambres. Las composiciones líricas de Fili Chillón han sido difundidas por la radio y la prensa de Zamora y de Castilla y León, y en las revistas literarias, Almena y  Aldaba.
Fili Chillón perteneció al Instituto de Estudios Zamoranos "Florián de Ocampo" y al Grupo Poético Almena de Zamora, al que perteneció desde su fundación. En el homenaje que este grupo poético le rindió, se recuerda su obra como:    

Sus poemas se basaban en la sensorialidad, desde la vista hasta el oído, el colorido, la música o incluso la forma. Su poesía entra a través de los sentidos, pero la simbología subyace en todas esas sensaciones, para expresar alegría, tristeza o sus ansias de plenitud.

En el entorno regional de Zamora sigue estando presente su obra y su persona, siendo reconocida, homenajeada y recordada en diferentes eventos. Así,  en 2018, con motivo del centenario de su nacimiento, ha sido recordada en sus facetas de pintora y poeta.
El crítico literario Carlos Martín Miñambres,  decía de la obra de la obra poética de Fili Chillón:   

La poesía de Fili viene a ser como una cadena de síntesis intuitivas que le provienen de la contemplación arrobada del mar y de la situación vital anímica del momento, siendo ambos ingredientes -contemplación del mar y vivencias actuales- componentes por igual del contenido psíquico cuya contemplación emotiva, tranquila o excitada trata de expresar el poema.

## Reconocimientos
En 2014 el Ayuntamiento de Zamora, dentro de un programa de decoración de muros del casco histórico, Zamora en poemas, y de reivindicación de la poesía en la calle, y acercarla a a sus habitantes y visitantes con poesías de diferentes escritoras, tales como Concha Pelayo, Charo Antón, Encarna Prieto, se hizo una mención a especial a Fili Chillón.
En 2017, con motivo del Día Internacional de la Mujer, una vez más, la ciudad de Zamora reconoce a Fili Chillón al incluirla en el listado en homenaje a las mujeres junto con Clara Campoamor, Rosa Luxemburgo, Ana Franco, Rosa Chacel, Carlota Rodríguez, Cándida Cadenas, María Zambrano, Mariana Pineda, Justa Freire y Hipatia de Alejandría.
En 2018, con motivo del centenario de su nacimiento, fue nuevamente recordada en sus facetas de pintora y poeta.
En 2020 aparece en uno de los murales del recorrido de arte urbano Zamora Variopinta entre los representantes de personalidades y artistas de Zamora.

## Obras
Fili Chillón, es el seudónimo con el que firmaba su obra poética Felisa Chillón Lozano. Muchos de sus poemarios están ilustrados por la misma Fili Chillón, puesto que su otra faceta artística era la pintura.
- Poemario de la Pasión (2009)
- Villancicos (2008)

- Esplendor del alba (2006)

- Cuando me brinca el corazón (2000)
- Cántico de olas (1999)
- Brisas de campo y río (1994)
- Sendas de luna y mar (1989)
- Como hojas al viento (1987)

## Premios
Fili Chillón a lo largo de su trayectoria artística, especialmente poética, ha sido reconocida con diferentes premios y distinciones, entre los que citamos:
- Premio compartido de Madrigales otorgado por la Casa de Cultura de Zamora (1975)
- Accésit III Certamen Ignacio Sardá para un tema de Castilla (1981)
- Premio IV Certamen Ignacio Sardá para un tema zamorano (1982)